# Dustin Haloschan
Dustin Haloschan (* 2. Juli 1991 in Oberhausen) ist ein deutscher Eishockeytorwart, der seit Juni 2015 bei den Rostock Piranhas in der Oberliga Nord unter Vertrag steht.  

## Karriere
Dustin Haloschan begann seine Karriere als Eishockeyspieler in der Nachwuchsabteilung des Neusser EV. Von dort wechselte er zum Kölner EC, für den er in der Saison 2004/05 ebenso in der Schüler-Bundesliga aktiv war wie ein Jahr später für die Eisbären Juniors Berlin. Nach einem Jahr bei der Düsseldorfer EG in der Junioren-Bundesliga, lief der Torwart von 2007 bis 2009 für die Jungadler Mannheim in der Deutschen Nachwuchsliga auf. In beiden Jahren gewann er mit seiner Mannschaft den Meistertitel der DNL. 
Zur Saison 2009/10 wechselte Haloschan zum ERC Ingolstadt aus der Deutschen Eishockey Liga. Für die Profimannschaft des Vereins bestritt er insgesamt zwei Spiele in der DEL. In der Saison 2010/11 stand der ehemalige Junioren-Nationalspieler in insgesamt zwei Spielen für den REV Bremerhaven in der 2. Bundesliga zwischen den Pfosten. Für die U20-Junioren des Vereins spielte er parallel drei Mal in der Junioren-Bundesliga. Für die Saison 2011/12 wurde der gebürtige Oberhausener vom EHC Jonsdorfer Falken aus der drittklassigen Oberliga verpflichtet. Zudem ist er für die Lausitzer Füchse aus der 2. Bundesliga mit einer Förderlizenz spielberechtigt. 2012 spielte er beim MEC Halle 04 und war wieder durch eine Förderlizenz für die Hannover Scorpions  spielberechtigt.
In der Saison 2014/15 stand Haloschan bei den Heilbronner Falken als dritter Torhüter unter Vertrag.

### International
Für Deutschland nahm Haloschan an der U18-Junioren-Weltmeisterschaft 2009 teil. 

## Erfolge und Auszeichnungen
- 2008 DNL-Meister mit den Jungadler Mannheim
- 2009 DNL-Meister mit den Jungadler Mannheim